# IGPX
IGPX: Immortal Grand Prix (IGPX インモータル・グランプリ?, Ai Jī Pī Ekkusu Inmōtaru Guranpuri) è il titolo di due serie anime co-prodotte simultaneamente da Cartoon Network e Production I.G. La prima è una "microserie" composta da cinque episodi di 5 minuti, mentre la seconda è una serie animata di 26 episodi liberamente ispirata alla prima. Entrambe sono inedite in Italia.
Kōichi Mashimo ha co-scritto la microserie, prodotta da Bee Train Animation e Production I.G e distribuita in Nord America dalla Bandai Entertainment. Mitsuru Hongo ha sceneggiato e girato la seconda serie, animata dalla Production I.G (il cui presidente Mitsuhisa Ishikawa funse da produttore, per la prima volta all'interno di un'opera realizzata congiuntamente con gli Stati Uniti, dopo il franchise dei Pokémon), con intercalazioni della Bee Train.
Il doppiaggio inglese è stato effettuato dalla Williams Street ad Atlanta e Bang Zoom! Entertainment a Burbank. Entrambi gli studios hanno collaborato alla sceneggiatura e al casting in inglese: il secondo ha diretto e registrato gli attori e il primo ha gestito il mixaggio finale. IGPX è stata la prima serie originale trasmessa su Toonami.
Un videogioco ispirato all'anime per PlayStation 2 è uscito il 12 settembre 2006.
Il programma è tornato sul blocco Toonami il 28 aprile 2013 alle 2 del mattino, su Adult Swim. Il 21 novembre 2014, il distributore di anime Discotek Media ha annunciato l'acquisizione della licenza per l'anime e ha ripubblicato entrambi i cut della serie (il "Toonami cut" ed il "Production I.G cut") su DVD il 9 febbraio 2016.

## Trama diIGPX(microserie)
L'Immortal Grand Prix è un torneo tra squadre di mecha con armi da fuoco. Poiché il Team Velshtein è danneggiato, il sorteggio sceglie il Team Suzaku, guidato dal pilota Takeshi Noa, per affrontare il Team Sledge Mamma, un trio di cyborg cibernetici potenziati. All'inizio, il Team Suzaku non ha armi perché il loro meccanico U-Matsu le ha dimenticate. Amy ne consegna alcune da parte dei Velshtein, ma il Team Suzaku ha difficoltà a controllarle. Il copilota Amy, Luca, prende il controllo del mecha e fa fuori il rivale Timmer. Liz, esaurite le munizioni, usa le sue mosse da capoeira. Alla fine però è alla mercé di un pilota avversario e si arrende. I mecha degli Sledge Mamma sparano a Takeshi, ma Amy lo salva, venendo messa fuori gioco. Dopo essere stato preso a calci dai mecha avversari, Takeshi scopre il suo piano. Usando il suo ninjatō e lo shuriken, fa cadere Dimmer e Yammer dai loro robot e vince. Tuttavia, la serie termina con una nota amara dato che il proprietario dei Velshtein, Hamgra, ricatta il Team Suzaku per unire le due squadre e permettergli così di aggiungere potenziamenti cibernetici ai suoi piloti, minacciando di fargli pagare per le armi che hanno preso in prestito. Questo conflitto non viene mai risolto a causa della fine della microserie.

### Cast
- Beau Billingslea – Yammer
- Steven Blum – Cunningham
- Sandy Fox – Amy
- Steve Kramer – Timmer
- Lex Lang – Metoo
- Wendee Lee – BT
- Julie Maddalena – Luca
- Michael McConnohie – Dimmer
- Jamieson Price – Hamgra
- Michelle Ruff – Suzaku
- Joshua Seth – Takeshi Noa
- Julie Ann Taylor – PA
- Kirk Thornton – Umatsu
- Kari Wahlgren –  Liz

## Trama diIGPX(serie TV)
La serie TV  IGPX  ha fatto la sua prima di un'ora, il 5 novembre 2005. La serie è ambientata nel 2049 e ruota intorno all'Immortal Grand Prix, o IGPX, che è un mecha racing/circuito di battaglia. Lo sport è così popolare che un'intera città è stata costruita per l'industria di queste corse, dove le competizioni si svolgono su una grande traccia di 97 chilometri. Nell'IGPX, due squadre di tre mech ognuno, macchine da combattimento ad alta tecnologia guidate da esseri umani, corrono a velocità superiori ai 563,27 km/h. L'IGPX contiene anche elementi di combattimento; attaccare la squadra avversaria per disabilitare gli avversari (impedendo così loro di vincere la gara) non è solo legale, ma è anche una cosa prevista. Il Team Satomi, un equipaggio di piloti dilettanti, ha appena vinto un campionato di serie minore, l'IG-2, che li porta al più alto livello dello sport, l'IG-1. Ora, i debuttanti non testati del Team Satomi devono superare ostacoli impossibili e battere i piloti più abili e spietati del mondo.

### Cast
- Haley Joel Osment – Takeshi Jin
- Michelle Rodriguez – Liz Riccaro
- Steven Blum – Alex Cunningham
- Louise Chamis – Jane Rublev
- Peter Cullen – Opening Narration
- Erik Davies – Ricardo Montazio
- Doug Erholtz – Zanak Strauss
- Michael Forest – Hans
- Crispin Freeman – Bjorn Johassen
- Barbara Goodson – Misaki
- Mark Hamill – Yamma
- Lance Henriksen – Andrei Rublev
- Kate Higgins – Jessica Darling
- Megan Hollingshead – Judy Ballasteros
- Tom Kenny – Benjamin Bright
- William Frederick Knight – Ichi
- Lex Lang – Dew
- Mela Lee – Max Erlich
- Wendee Lee – Sola
- Julie Maddalena – Jesse Martin
- Dave Mallow – Glass Jones, MC
- Tony Oliver – Edgeraid Coach
- Michelle Ruff – Elisa Doolittle
- Stephanie Sheh – Bella Demarco, Yuri Jin
- Brianne Siddall – Johnny Lipkin
- Steve Staley – River Marque
- Karen Strassman – Fantine Valjean
- Kim Strauss – Sir Hamgra
- Julie Ann Taylor – Boy A
- Kirk Thornton – Mark Ramsay
- Cristina Vee – Sage Rublev
- Kari Wahlgren – Luca, Michiru Satomi
- Hynden Walch – Amy Stapleton
- Andre Ware – Dimma
- Dave Wittenberg – Frank Bullitt, Jan Michael, Timma